# Racing Mechelen in het seizoen 2013/14
Hieronder vindt men de statistieken, de wedstrijden en de transfers van Racing Mechelen in het seizoen 2013/2014. Racing Mechelen komt dit seizoen uit in Derde klasse A.

## Voorbeschouwing
De doelstelling van dit seizoen eindronde met eventuele promotie. Het budget is grondig teruggeschroefd wegens de vele uitgave vorig jaar maar de sportieve staf is er toch in geslaagd een zo sterk mogelijke kern bij mekaar te krijgen. In aantal is deze minimaal, maar zoals het bestuur zegt kwaliteit gaat boven kwantiteit. Om dit doel te bereiken is de kern grondig versterkt en zijn er heel wat spelers van het vorige seizoen te zwak bevonden. Doelman Lars Knipping werd overgenomen van KSV Oudenaarde als doublure voor Griffin De Vroe. Met Tom Pietermaat werd een 2de klasse-waardige centrale verdediger aangeworven. Die andere nieuwe centrale verdediger (Modeste Gnapka) werd gestrikt omwille van zijn offensieve kwaliteiten en balvaardigheid. Dylan Carton werd gehaald om voor meer snelheid in de verdediging te zorgen en Achraf Essikal om met al zijn ervaring een stabiele linksbuiten te zijn. Voor het middenveld konden ze de dribbelvaardige spelers Megan laurent en Rachid Hmouda houden en werd de ervaren middenvelder Daan Vaesen aangeworven. In de aanval werd een echte nummer 9 (Dirk Mathyssen) overgenomen van het naar tweede gepromoveerde Hoogstraten VV en werd de beloftevolle aanvaller Arno Naudts geleend van Cercle Brugge.

## Spelers
| Nr.                                     | Nat.                                    | Naam            | Geboortedatum | Competitie | Competitie | Competitie | Competitie | Competitie                                 | Competitie  | Competitie | Competitie |         | Beker   | Beker   | Beker      | Beker                                      | Beker       | Beker   | Beker   | Beker   |         | Totaal  | Totaal     | Totaal                                     | Totaal      | Totaal  | Totaal  | Totaal  | Totaal  |         |         |         |         |         |         |         |         |
| Nr.                                     | Nat.                                    | Naam            | Geboortedatum | W          |            |            | Kreeg geel | Kreeg voor de tweede keer geel en dus rood | Weggestuurd | Goal       | Ass        | W       |         |         | Kreeg geel | Kreeg voor de tweede keer geel en dus rood | Weggestuurd | Goal    | Ass     | W       |         |         | Kreeg geel | Kreeg voor de tweede keer geel en dus rood | Weggestuurd | Goal    | Ass     |         |         |         |         |         |         |         |         |         |         |
| Keepers                                 | Keepers                                 | Keepers         | Keepers       | Keepers    | Keepers    | Keepers    | Keepers    | Keepers                                    | Keepers     | Keepers    | Keepers    | Keepers | Keepers | Keepers | Keepers    | Keepers                                    | Keepers     | Keepers | Keepers | Keepers | Keepers | Keepers | Keepers    | Keepers                                    | Keepers     | Keepers | Keepers | Keepers | Keepers | Keepers | Keepers | Keepers | Keepers | Keepers | Keepers | Keepers | Keepers |
| --------------------------------------- | --------------------------------------- | --------------- | ------------- | ---------- | ---------- | ---------- | ---------- | ------------------------------------------ | ----------- | ---------- | ---------- | ------- | ------- | ------- | ---------- | ------------------------------------------ | ----------- | ------- | ------- | ------- | ------- | ------- | ---------- | ------------------------------------------ | ----------- | ------- | ------- | ------- | ------- | ------- | ------- | ------- | ------- | ------- | ------- | ------- | ------- |
| 19                                      | Vlag van België                         | Lars Knipping   | 15-01-1992    | 0          | 0          | 0          | 0          | 0                                          | 0           | 0          | 0          |         | 0       | 0       | 0          | 0                                          | 0           | 0       | 0       | 0       |         | 0       | 0          | 0                                          | 0           | 0       | 0       | 0       | 0       |         |         |         |         |         |         |         |         |
| 1                                       | Vlag van België                         | Griffin De Vroe | 02-11-1984    | 0          | 0          | 0          | 0          | 0                                          | 0           | 0          | 0          |         | 0       | 0       | 0          | 0                                          | 0           | 0       | 0       | 0       |         | 0       | 0          | 0                                          | 0           | 0       | 0       | 0       | 0       |         |         |         |         |         |         |         |         |
| 17                                      | Vlag van België                         | Max Beeckmans   | 19-01-1990    | 0          | 0          | 0          | 0          | 0                                          | 0           | 0          | 0          |         | 0       | 0       | 0          | 0                                          | 0           | 0       | 0       | 0       |         | 0       | 0          | 0                                          | 0           | 0       | 0       | 0       | 0       |         |         |         |         |         |         |         |         |
| Verdedigers                             |                                         |                 |               |            |            |            |            |                                            |             |            |            |         |         |         |            |                                            |             |         |         |         |         |         |            |                                            |             |         |         |         |         |         |         |         |         |         |         |         |         |
| 22                                      | Vlag van België                         | Michaël Seminck | 07-05-1985    | 0          | 0          | 0          | 0          | 0                                          | 0           | 0          | 0          |         | 0       | 0       | 0          | 0                                          | 0           | 0       | 0       | 0       |         | 0       | 0          | 0                                          | 0           | 0       | 0       | 0       | 0       |         |         |         |         |         |         |         |         |
| 22                                      | Vlag van België                         | Bram Kerckhofs  | ?-?-1997      | 0          | 0          | 0          | 0          | 0                                          | 0           | 0          | 0          |         | 0       | 0       | 0          | 0                                          | 0           | 0       | 0       | 0       |         | 0       | 0          | 0                                          | 0           | 0       | 0       | 0       | 0       |         |         |         |         |         |         |         |         |
| 2                                       | Vlag van België                         | Tom Pietermaat  | 06-06-1992    | 0          | 0          | 0          | 0          | 0                                          | 0           | 0          | 0          |         | 0       | 0       | 0          | 0                                          | 0           | 0       | 0       | 0       |         | 0       | 0          | 0                                          | 0           | 0       | 0       | 0       | 0       |         |         |         |         |         |         |         |         |
| 4                                       | Vlag van België · Vlag van Marokko      | Mourad Gloub    | 10-03-1984    | 0          | 0          | 0          | 0          | 0                                          | 0           | 0          | 0          |         | 0       | 0       | 0          | 0                                          | 0           | 0       | 0       | 0       |         | 0       | 0          | 0                                          | 0           | 0       | 0       | 0       | 0       |         |         |         |         |         |         |         |         |
| 12                                      | Vlag van België                         | Jeffrey Salut   | 20-03-1994    | 0          | 0          | 0          | 0          | 0                                          | 0           | 0          | 0          |         | 0       | 0       | 0          | 0                                          | 0           | 0       | 0       | 0       |         | 0       | 0          | 0                                          | 0           | 0       | 0       | 0       | 0       |         |         |         |         |         |         |         |         |
| 14                                      | Vlag van België                         | Dylan Carton    | 10-01-1993    | 0          | 0          | 0          | 0          | 0                                          | 0           | 0          | 0          |         | 0       | 0       | 0          | 0                                          | 0           | 0       | 0       | 0       |         | 0       | 0          | 0                                          | 0           | 0       | 0       | 0       | 0       |         |         |         |         |         |         |         |         |
| 8                                       | Vlag van België · Vlag van Marokko      | Achraf Essikal  | 03-01-1986    | 0          | 0          | 0          | 0          | 0                                          | 0           | 0          | 0          |         | 0       | 0       | 0          | 0                                          | 0           | 0       | 0       | 0       |         | 0       | 0          | 0                                          | 0           | 0       | 0       | 0       | 0       |         |         |         |         |         |         |         |         |
| Middenvelders                           |                                         |                 |               |            |            |            |            |                                            |             |            |            |         |         |         |            |                                            |             |         |         |         |         |         |            |                                            |             |         |         |         |         |         |         |         |         |         |         |         |         |
| 11                                      | Vlag van België                         | Mégan Laurent   | 24-03-1992    | 0          | 0          | 0          | 0          | 0                                          | 0           | 0          | 0          |         | 0       | 0       | 0          | 0                                          | 0           | 0       | 0       | 0       |         | 0       | 0          | 0                                          | 0           | 0       | 0       | 0       | 0       |         |         |         |         |         |         |         |         |
| 20                                      | Vlag van België                         | Mehdi Hadraoui  | 20-02-1988    | 0          | 0          | 0          | 0          | 0                                          | 0           | 0          | 0          |         | 0       | 0       | 0          | 0                                          | 0           | 0       | 0       | 0       |         | 0       | 0          | 0                                          | 0           | 0       | 0       | 0       | 0       |         |         |         |         |         |         |         |         |
| 7                                       | Vlag van Frankrijk · Vlag van Ivoorkust | Modeste Gnakpa  | 17-10-1988    | 0          | 0          | 0          | 0          | 0                                          | 0           | 0          | 0          |         | 0       | 0       | 0          | 0                                          | 0           | 0       | 0       | 0       |         | 0       | 0          | 0                                          | 0           | 0       | 0       | 0       | 0       |         |         |         |         |         |         |         |         |
| 6                                       | Vlag van België                         | Daan Vaesen     | 11-07-1981    | 0          | 0          | 0          | 0          | 0                                          | 0           | 0          | 0          |         | 0       | 0       | 0          | 0                                          | 0           | 0       | 0       | 0       |         | 0       | 0          | 0                                          | 0           | 0       | 0       | 0       | 0       |         |         |         |         |         |         |         |         |
| 5                                       | Vlag van België                         | Bert Tuteleers  | 28-01-1986    | 0          | 0          | 0          | 0          | 0                                          | 0           | 0          | 0          |         | 0       | 0       | 0          | 0                                          | 0           | 0       | 0       | 0       |         | 0       | 0          | 0                                          | 0           | 0       | 0       | 0       | 0       |         |         |         |         |         |         |         |         |
| 13                                      | Vlag van België                         | Rachid Hmouda   | 03-11-1985    | 0          | 0          | 0          | 0          | 0                                          | 0           | 0          | 0          |         | 0       | 0       | 0          | 0                                          | 0           | 0       | 0       | 0       |         | 0       | 0          | 0                                          | 0           | 0       | 0       | 0       | 0       |         |         |         |         |         |         |         |         |
| ?                                       | Vlag van België                         | Seppe Brulmans  | 29-05-1994    | 0          | 0          | 0          | 0          | 0                                          | 0           | 0          | 0          |         | 0       | 0       | 0          | 0                                          | 0           | 0       | 0       | 0       |         | 0       | 0          | 0                                          | 0           | 0       | 0       | 0       | 0       |         |         |         |         |         |         |         |         |
| Aanvallers                              |                                         |                 |               |            |            |            |            |                                            |             |            |            |         |         |         |            |                                            |             |         |         |         |         |         |            |                                            |             |         |         |         |         |         |         |         |         |         |         |         |         |
| 18                                      | Vlag van België                         | Jessy Salut     | 19-05-1992    | 0          | 0          | 0          | 0          | 0                                          | 0           | 0          | 0          |         | 0       | 0       | 0          | 0                                          | 0           | 0       | 0       | 0       |         | 0       | 0          | 0                                          | 0           | 0       | 0       | 0       | 0       |         |         |         |         |         |         |         |         |
| 9                                       | Vlag van België                         | Dirk Mathysen   | 11-10-1988    | 0          | 0          | 0          | 0          | 0                                          | 0           | 0          | 0          |         | 0       | 0       | 0          | 0                                          | 0           | 0       | 0       | 0       |         | 0       | 0          | 0                                          | 0           | 0       | 0       | 0       | 0       |         |         |         |         |         |         |         |         |
| Bijgewerkt tot en met 17 augustus 2013. |                                         |                 |               |            |            |            |            |                                            |             |            |            |         |         |         |            |                                            |             |         |         |         |         |         |            |                                            |             |         |         |         |         |         |         |         |         |         |         |         |         |

### Analyse selectie
| Nationaliteit    | Vlag van België | Vlag van Frankrijk | Vlag van Marokko | Vlag van Ivoorkust | Totaal spelers |
| ---------------- | --------------- | ------------------ | ---------------- | ------------------ | -------------- |
| Selectie spelers | 18              | 1                  | 2                | 1                  | 19             |
| Eigen jeugd      | 3               |                    |                  |                    | 3              |

## Transfers

### Zomertransfers

#### Inkomende transfers
| Naam                     | Positie             | Nationaliteit       | Contract tot        | Komt van            |
| Inkomende transfers      | Inkomende transfers | Inkomende transfers | Inkomende transfers | Inkomende transfers |
| ------------------------ | ------------------- | ------------------- | ------------------- | ------------------- |
| Lars Knipping            | Doelman             | België              | 2014                | KSV Oudenaarde      |
| Dylan Carton             | Verdediger          | België              | 2014                | KV Turnhout         |
| Achraf Essikal           | Verdediger          | België              | 2014                | RWDM Brussels       |
| Modeste Gnakpa           | Middenvelder        | Frankrijk           | 2015                | FU Narbonne         |
| Tom Pietermaat           | Verdediger          | België              | 2014                | KV Mechelen         |
| Seppe Brulmans           | Middenvelder        | België              | 2014                | KV Mechelen B       |
| Daan Vaesen              | Middenvelder        | België              | 2014                | FCV Dender EH       |
| Dirk Mathyssen           | Aanvaller           | België              | 2015                | Hoogstraten VV      |
| Gehuurd                  |                     |                     |                     |                     |
| Arne Naudts              | Aanvaller           | België              | 2014                | Cercle Brugge       |
| Terug na uitleenbeurt    |                     |                     |                     |                     |
| Doorstroming naar A-kern |                     |                     |                     |                     |
| Jeffrey Salut            | Aanvaller           | België              |                     |                     |
| Contractverlenging       |                     |                     |                     |                     |
| Jessy salut              | Aanvaller           | België              | 2014                |                     |
| Megan Laurent            | Middenvelder        | België              | 2014                |                     |
| Bert Tuteleers           | Middenvelder        | België              | 2014                |                     |
| Rachid Hmouda            | Middenvelder        | België Marokko      | 2014                |                     |
| Kevin Spreutels          | Aanvaller           | België              | 2014                |                     |
| Michaël Seminck          | Verdediger          | België              | 2014                |                     |
| Mourad Gloub             | Verdediger          | België Marokko      | 2014                |                     |
| Griffin De Vroe          | Keeper              | België              | 2014                |                     |

#### Uitgaande transfers zomer
| Naam              | Positie      | Nationaliteit | Contract tot | Gaat naar             |
| ----------------- | ------------ | ------------- | ------------ | --------------------- |
| Loic Tillens      | Doelman      | België        |              |                       |
| Sven Vandeput     | Verdediger   | België        |              | stopt                 |
| Kenny Lavaert     | Verdediger   | België        |              | FCO Beerschot Wilrijk |
| Emmanuel Spinelli | Verdediger   | België        |              |                       |
| Kevin Serville    | Middenvelder | België        |              |                       |
| Fergus Bell       | Middenvelder | Engeland      |              | KSK Heist             |
| Gil Servaes       | Middenvelder | België        |              |                       |
| Hassan Achaoui    | Middenvelder | België        |              |                       |
| Michee Kalamba    | Middenvelder | België        |              |                       |
| Alex Fisher       | Aanvaller    | Engeland      |              | KSK Heist             |
| Hugues Ayivi      | Aanvaller    | België        |              |                       |
| Steve Desaegher   | Aanvaller    | België        |              | Rapide Club Lebbeke   |
| Soeris Badjoe     | Aanvaller    | België        |              | KVK Tienen            |
| Verhuurd          |              |               |              |                       |

#### Uitgaande transfers Winter
| Naam            | Positie   | Nationaliteit | Contract tot | Gaat naar     |
| --------------- | --------- | ------------- | ------------ | ------------- |
| Arne Naudts     | Aanvaller | België        |              | Cercle Brugge |
| Kevin Spreutels | Aanvaller | België        |              | KFC Duffel    |

## Personeel 2013/2014

#### Bestuur
| Nat.            | Naam             | Functie                  |
| --------------- | ---------------- | ------------------------ |
| Vlag van België | Frank Dietens    | Voorzitter               |
| Vlag van België | André Verelst    | Ondervoorzitter          |
| Vlag van België | Raoul Peeters    | Sportief Directeur       |
| Vlag van België | Bart Pepermans   | Penningmeester           |
| Vlag van België | Nail Kurum       | Verantw. Financiële Cel  |
| Vlag van België | Gerry Jacobs     | Secretaris               |
| Vlag van België | Erwin Meys       | Verantw. Commerciële cel |
| Vlag van België | Adriano Currenti | Verantw. Commerciële cel |

#### Trainerstaf
| Nat.            | Naam           | Functie                    |
| --------------- | -------------- | -------------------------- |
| Vlag van België | Thierry Pister | Hoofdtrainer               |
| Vlag van België | Marc Ghys      | Assistent-trainer          |
| Vlag van België | Jos Vermeeren  | Keeperstrainer, Derde hulp |

#### Andere
| Nat.            | Naam               | Functie          |
| --------------- | ------------------ | ---------------- |
| Vlag van België | Herwig Vergucht    | Kinesist         |
| Vlag van België | Jo Engelborghs     | Kinesist         |
| Vlag van België | Geert Van Evelghem | Afgevaardigde    |
| Vlag van België | Albert verstraeten | Materiaalmeester |
| Vlag van België | Louis Verstraeten  | Materiaalmeester |
| Vlag van België | Manfred Guerre     | Clubarts         |
| Vlag van België | Fred Willems       | Clubfotograaf    |
| Vlag van België | Glen Deckers       | Clubfotograaf    |

## Wedstrijden

### Derde klasse 2013-14
|                                   |                   |       |                    |                                                                            |
| 15 augustus 2013 20:00 speeldag 1 | Racing Mechelen   | 1 - 1 | RFC Tournai        | Oscar Vankesbeeckstadion Toeschouwers: ???? Scheidsrechter: Istvan Lagaert |
| 15 augustus 2013 20:00 speeldag 1 | 48' Rachid Hmouda |       | 84' Julien Colinet | Oscar Vankesbeeckstadion Toeschouwers: ???? Scheidsrechter: Istvan Lagaert |

|                                   |                                                                 |       |                                          |                                                                                   |
| 21 augustus 2013 20:00 speeldag 2 | KSV Oudenaarde                                                  | 3 - 2 | Racing Mechelen                          | Burgemeester Thienpontstadion Toeschouwers: ???? Scheidsrechter: Nathan Verboomen |
| 21 augustus 2013 20:00 speeldag 2 | 69' Jérôme Mezine 88' Dempsey Vervaecke 90+2' Dempsey Vervaecke |       | 23' Mehdi Hadraoui (pen) 25' Arne Naudts | Burgemeester Thienpontstadion Toeschouwers: ???? Scheidsrechter: Nathan Verboomen |

|                                   |                                                    |       |                                         |                                                                           |
| 28 augustus 2013 20:00 speeldag 3 | Racing Mechelen                                    | 3 - 1 | Olsa Brakel                             | Oscar Vankesbeeckstadion Toeschouwers: ???? Scheidsrechter: Laurens Meeus |
| 28 augustus 2013 20:00 speeldag 3 | 41' Daan Vaesen 78' Arne Naudts 82' Mehdi Hadraoui |       | 60' Jelle Delie 78' Gaetan Makonga-Tara | Oscar Vankesbeeckstadion Toeschouwers: ???? Scheidsrechter: Laurens Meeus |

|                                   |                    |                                       |                 |                                                                            |
| 1 september 2013 15:00 speeldag 4 | Standaard Wetteren | 0 - 2                                 | Racing Mechelen | Marcel De Kerpelstadion Toeschouwers: ???? Scheidsrechter: Thierry Derycke |
| 1 september 2013 15:00 speeldag 4 |                    | 33' Mehdi Hadraoui 69' Mehdi Hadraoui |                 | Marcel De Kerpelstadion Toeschouwers: ???? Scheidsrechter: Thierry Derycke |

|                                   |                                         |       |                         |                                                                                |
| 7 september 2013 20:00 speeldag 5 | Racing Mechelen                         | 2 - 0 | Sportkring Sint-Niklaas | Oscar Vankesbeeckstadion Toeschouwers: ???? Scheidsrechter: Denis Vanbecelaere |
| 7 september 2013 20:00 speeldag 5 | 48' Rachid Hmouda (pen) 57' Arne Naudts |       |                         | Oscar Vankesbeeckstadion Toeschouwers: ???? Scheidsrechter: Denis Vanbecelaere |

|                                    |             |                                      |                 |                                                                                   |
| 11 september 2013 20:00 speeldag 6 | KMSK Deinze | 0 - 2                                | Racing Mechelen | Burgemeester Van de Wielestadion Toeschouwers: ???? Scheidsrechter: Jan Boterberg |
| 11 september 2013 20:00 speeldag 6 |             | 33' Seppe Brulmans 54' Rachid Hmouda |                 | Burgemeester Van de Wielestadion Toeschouwers: ???? Scheidsrechter: Jan Boterberg |

|                                    |                 |                                                    |           |                                                                           |
| 14 september 2013 20:00 speeldag 7 | Racing Mechelen | 0 - 2                                              | KSV Temse | Oscar Vankesbeeckstadion Toeschouwers: ???? Scheidsrechter: Walter Gijsen |
| 14 september 2013 20:00 speeldag 7 |                 | 25' Jan De Langhe 65' Onyeka Chukwunonso Onwuekelu |           | Oscar Vankesbeeckstadion Toeschouwers: ???? Scheidsrechter: Walter Gijsen |

|                                    |            |                     |                 |                                                                  |
| 21 september 2013 19:30 speeldag 8 | KM Torhout | 0 - 1               | Racing Mechelen | De Velodroom Toeschouwers: ???? Scheidsrechter: Mario Van Lommel |
| 21 september 2013 19:30 speeldag 8 |            | 70' Kevin Spreutels |                 | De Velodroom Toeschouwers: ???? Scheidsrechter: Mario Van Lommel |

|                                     |                                         |       |                                        |                                                                               |
| 28 september 2013 20.00u speeldag 9 | Racing Mechelen                         | 2 - 2 | KRC Gent-Zeehaven                      | Oscar Vankesbeeckstadion Toeschouwers: ???? Scheidsrechter: François Baltieri |
| 28 september 2013 20.00u speeldag 9 | 55' Antonio Muñoz Herrera 88' Jan Criel |       | 84' Dirk Mathyssen 90+2' Rachid Hmouda | Oscar Vankesbeeckstadion Toeschouwers: ???? Scheidsrechter: François Baltieri |

|                                  |                                             |       |                                                      |                                                                          |
| 6 oktober 2013 15:00 speeldag 10 | KFC Vigor Wuitens Hamme                     | 2 - 3 | Racing Mechelen                                      | Gemeentelijk Stadion Toeschouwers: ???? Scheidsrechter: Jurgen Brinckman |
| 6 oktober 2013 15:00 speeldag 10 | 43' Gianni Van den Buijs 84' Stijn De Wilde |       | 51' Rachid Hmouda 66' Arne Naudts 83' Dirk Mathyssen | Gemeentelijk Stadion Toeschouwers: ???? Scheidsrechter: Jurgen Brinckman |

|                                   |                                  |       |                 |                                                                              |
| 12 oktober 2013 20:00 speeldag 11 | Racing Mechelen                  | 2 - 1 | Londerzeel SK   | Oscar Vankesbeeckstadion Toeschouwers: ???? Scheidsrechter: Dieter De Naeyer |
| 12 oktober 2013 20:00 speeldag 11 | 1' Arne Naudts 74' Mégan Laurent |       | 83' Yves Etumba | Oscar Vankesbeeckstadion Toeschouwers: ???? Scheidsrechter: Dieter De Naeyer |

|                                   |                  |       |                 |                                                                   |
| 19 oktober 2013 20:00 speeldag 12 | FCV Dender EH    | 1 - 1 | Racing Mechelen | Van Roystadion Toeschouwers: ???? Scheidsrechter: Stijn De Roover |
| 19 oktober 2013 20:00 speeldag 12 | 21' Brian Moding |       | 82' Arne Naudts | Van Roystadion Toeschouwers: ???? Scheidsrechter: Stijn De Roover |

|                                   |                                   |       |                       |                                                                           |
| 26 oktober 2013 20:00 speeldag 13 | Racing Mechelen                   | 2 - 0 | KVV Coxyde            | Oscar Vankesbeeckstadion Toeschouwers: ???? Scheidsrechter: Jan Boterberg |
| 26 oktober 2013 20:00 speeldag 13 | 6' Achraf Essikal 78' Arne Naudts |       | 58' Darius Hillewaere | Oscar Vankesbeeckstadion Toeschouwers: ???? Scheidsrechter: Jan Boterberg |

|                                   |                   |       |                                |                                                                             |
| 3 november 2013 15:00 speeldag 14 | Rupel Boom FC     | 1 - 1 | Racing Mechelen                | Gemeentelijk Parkstadion Toeschouwers: ???? Scheidsrechter: Nicolas Laforge |
| 3 november 2013 15:00 speeldag 14 | 36' Jonas Laureys |       | 34' Arne Naudts Bert Tuteleers | Gemeentelijk Parkstadion Toeschouwers: ???? Scheidsrechter: Nicolas Laforge |

|                                    |                                                                        |       |                                                                     |                                                                          |
| 16 november 2013 20:00 speeldag 15 | Racing Mechelen                                                        | 4 - 3 | KSV Bornem                                                          | Oscar Vankesbeeckstadion Toeschouwers: ???? Scheidsrechter: Gert Deckers |
| 16 november 2013 20:00 speeldag 15 | 3' Rachid Hmouda 6' Bert Tuteleers 24' Arne Naudts 86' Kevin Spreutels |       | 17' Jorrit D'Haeseleer (pen) 48' Yannick Put 80' Vincenzo Verhoeven | Oscar Vankesbeeckstadion Toeschouwers: ???? Scheidsrechter: Gert Deckers |

|                                    |                                                                             |       |                 |                                                                           |
| 23 november 2013 15:00 speeldag 16 | Racing Mechelen                                                             | 4 - 0 | KFC Izegem      | Oscar Vankesbeeckstadion Toeschouwers: ???? Scheidsrechter: Gunter Boelen |
| 23 november 2013 15:00 speeldag 16 | 52' Rachid Hmouda 57' Dirk Mathyssen 75' Bert Tuteleers 84' Kevin Spreutels |       | Stijn Dedeygere | Oscar Vankesbeeckstadion Toeschouwers: ???? Scheidsrechter: Gunter Boelen |

|                                   |                                           |       |                    |                                                                 |
| 1 december 2013 14:30 speeldag 17 | Géants Athois                             | 2 - 1 | Racing Mechelen    | Stade des Géants Toeschouwers: ???? Scheidsrechter: Jimmy Verhe |
| 1 december 2013 14:30 speeldag 17 | 41' Bassalia Sakanoko 59' Quentin Hospied |       | 34' Dirk Mathyssen | Stade des Géants Toeschouwers: ???? Scheidsrechter: Jimmy Verhe |

|                                   |                                      |       |                                                      |                                                                       |
| 7 december 2013 19:00 speeldag 18 | RFC Tournai                          | 0 - 3 | Racing Mechelen                                      | Stade Luc Varenne Toeschouwers: ???? Scheidsrechter: Dieter De Naeyer |
| 7 december 2013 19:00 speeldag 18 | 45' Adnan Čustović 88' Loïc Leclercq |       | 18' Rachid Hmouda 75' Dirk Mathyssen 82' Arne Naudts | Stade Luc Varenne Toeschouwers: ???? Scheidsrechter: Dieter De Naeyer |

|                                    |                                                        |       |                |                                                                             |
| 14 december 2013 20:00 speeldag 19 | Racing Mechelen                                        | 3 - 0 | KSV Oudenaarde | Oscar Vankesbeeckstadion Toeschouwers: ???? Scheidsrechter: Erik Lambrechts |
| 14 december 2013 20:00 speeldag 19 | 54' Rachid Hmouda 60' Rachid Hmouda 90' Mehdi Hadraoui |       |                | Oscar Vankesbeeckstadion Toeschouwers: ???? Scheidsrechter: Erik Lambrechts |

|                                    |                                       |       |                                       |                                                               |
| 22 december 2013 15:00 speeldag 20 | Olsa Brakel                           | 2 - 2 | Racing Mechelen                       | Olsa Stadion Toeschouwers: ???? Scheidsrechter: Tom Ottevaere |
| 22 december 2013 15:00 speeldag 20 | 38' Kevin Haezebroeck 59' Jelle Delie |       | 51' Dirk Mathyssen 86' Bert Tuteleers | Olsa Stadion Toeschouwers: ???? Scheidsrechter: Tom Ottevaere |

|                                   |                                                                       |       |             |                                                                             |
| 11 januari 2014 20:00 speeldag 21 | Racing Mechelen                                                       | 3 - 0 | KMSK Deinze | Oscar Vankesbeeckstadion Toeschouwers: ???? Scheidsrechter: Stijn De Roover |
| 11 januari 2014 20:00 speeldag 21 | 35' Mégan Laurent 52' Bert Tuteleers 55' Mégan Laurent Modeste Gnakpa |       |             | Oscar Vankesbeeckstadion Toeschouwers: ???? Scheidsrechter: Stijn De Roover |

|                                   |                         |       |                                           |                                                                                          |
| 19 januari 2014 14:30 speeldag 22 | Sportkring Sint-Niklaas | 0 - 2 | Racing Mechelen                           | Stedelijk Sportcentrum Meesterstraat Toeschouwers: ???? Scheidsrechter: Jurgen Brinckman |
| 19 januari 2014 14:30 speeldag 22 | Roy Mauro               |       | 85' Mégan Laurent 90+1' Daan Vaesen (pen) | Stedelijk Sportcentrum Meesterstraat Toeschouwers: ???? Scheidsrechter: Jurgen Brinckman |

|                                   | |       |                                     |                                                                         |
| 1 februari 2014 20:00 speeldag 23 | Racing Mechelen                                                                                            | 6 - 2 | Standaard Wetteren                  | Oscar Vankesbeeckstadion Toeschouwers: ???? Scheidsrechter: Gerd Bylois |
| 1 februari 2014 20:00 speeldag 23 | 29' Megan Laurent 33' Rachid Hmouda 48' Megan Laurent 54' Bram Kerckhofs 57' Megan Laurent 59' Jessy Salut |       | 56' Valentin Romont 77' Jonas Buyse | Oscar Vankesbeeckstadion Toeschouwers: ???? Scheidsrechter: Gerd Bylois |

|                                   |                                  |       |                   |                                                                               |
| 9 februari 2014 15:00 speeldag 24 | KSV Temse                        | 1 - 1 | Racing Mechelen   | Fernand Schuermanstadion Toeschouwers: ???? Scheidsrechter: François Baltieri |
| 9 februari 2014 15:00 speeldag 24 | 43' Onyeka Chukwunonso Onwuekelu |       | 62' Mégan Laurent | Fernand Schuermanstadion Toeschouwers: ???? Scheidsrechter: François Baltieri |

|                                    |                                                      |       |            |                                                                             |
| 15 februari 2014 20:00 speeldag 25 | Racing Mechelen                                      | 3 - 0 | KM Torhout | Oscar Vankesbeeckstadion Toeschouwers: ???? Scheidsrechter: Philippe Vinche |
| 15 februari 2014 20:00 speeldag 25 | 4' Thomas Weydisch 11' Daan Vaesen 82' Jeffrey Salut |       |            | Oscar Vankesbeeckstadion Toeschouwers: ???? Scheidsrechter: Philippe Vinche |

|                                    |                                                |       |                 |                                                                |
| 23 februari 2014 15:00 speeldag 26 | KRC Gent-Zeehaven                              | 2 - 0 | Racing Mechelen | PGB-stadion Toeschouwers: ???? Scheidsrechter: Thierry Derycke |
| 23 februari 2014 15:00 speeldag 26 | 17' Antonio Muñoz Herrera 88' Fabio Lo Giudice |       |                 | PGB-stadion Toeschouwers: ???? Scheidsrechter: Thierry Derycke |

|                                |                                                                                         |       |                                                                   |                                                                           |
| 1 maart 2014 20:00 speeldag 27 | Racing Mechelen                                                                         | 4 - 3 | KFC Vigor Wuitens Hamme                                           | Oscar Vankesbeeckstadion Toeschouwers: ???? Scheidsrechter: Gunter Boelen |
| 1 maart 2014 20:00 speeldag 27 | 7' Thomas Weydisch 11' Frédéric Farin 15' Seppe Brulmans Modeste Gnakpa 89' Daan Vaesen |       | 17' Nico Binst 35' Gianni Van den Buijs (pen) 42' Michael Seminck | Oscar Vankesbeeckstadion Toeschouwers: ???? Scheidsrechter: Gunter Boelen |

|                                 |                                           |       |                 |                                                                          |
| 16 maart 2014 15:00 speeldag 28 | Londerzeel SK                             | 0 - 0 | Racing Mechelen | Stadion Dirk Putteman Toeschouwers: ???? Scheidsrechter: Stéphane Gleton |
| 16 maart 2014 15:00 speeldag 28 | 86' Cédric Dellevoet 90+2' Arne Verhoeven |       |                 | Stadion Dirk Putteman Toeschouwers: ???? Scheidsrechter: Stéphane Gleton |

|                                 |                    |       |               |                                                                           |
| 23 maart 2014 15:00 speeldag 29 | Racing Mechelen    | 1 - 0 | FCV Dender EH | Oscar Vankesbeeckstadion Toeschouwers: ???? Scheidsrechter: Jan Boterberg |
| 23 maart 2014 15:00 speeldag 29 | 53' Seppe Brulmans |       |               | Oscar Vankesbeeckstadion Toeschouwers: ???? Scheidsrechter: Jan Boterberg |

|                                 |                                        |       |                                                      |                                                                               |
| 30 maart 2014 15:00 speeldag 30 | KVV Coxyde                             | 2 - 3 | Racing Mechelen                                      | Henri Houtsaegerstadion Toeschouwers: ???? Scheidsrechter: Bram Van Driessche |
| 30 maart 2014 15:00 speeldag 30 | 3' Darius Hillewaere 28' Karel Ternier |       | 60' Frédéric Farin 65' Mégan Laurent 69' Jessy Salut | Henri Houtsaegerstadion Toeschouwers: ???? Scheidsrechter: Bram Van Driessche |

|                                |                                       |       |               |                                                                             |
| 5 April 2014 20:00 speeldag 31 | Racing Mechelen                       | 2 - 0 | Rupel Boom FC | Oscar Vankesbeeckstadion Toeschouwers: ???? Scheidsrechter: Lawrence Visser |
| 5 April 2014 20:00 speeldag 31 | 28' Frédéric Farin 43' Bert Tuteleers |       |               | Oscar Vankesbeeckstadion Toeschouwers: ???? Scheidsrechter: Lawrence Visser |

|                                 |                                                                                   |       |                                                                                          |                                                             |
| 13 april 2014 15:00 speeldag 32 | KSV Bornem                                                                        | 3 - 5 | Racing Mechelen                                                                          | Breeven Toeschouwers: ???? Scheidsrechter: Mario Van Lommel |
| 13 april 2014 15:00 speeldag 32 | 8' Jorrit D'Haeseleer 15' Yannick Put 47' Arne Ivens 78' Jorrit D'Haeseleer (pen) |       | 2' Daan Vaesen 10' Seppe Brulmans 26' Rachid Hmouda 38' Rachid Hmouda 63' Seppe Brulmans | Breeven Toeschouwers: ???? Scheidsrechter: Mario Van Lommel |

|                                 |                                          |       |                                         |                                                                          |
| 27 april 2014 15:00 speeldag 33 | KFC Izegem                               | 2 - 2 | Racing Mechelen                         | Stedelijk Sportstadion Toeschouwers: ???? Scheidsrechter: Karim Saadouni |
| 27 april 2014 15:00 speeldag 33 | 28' Daan Vaesen (pen) 83' Seppe Brulmans |       | 84' Marijn Vandewalle 90' Wim Vandoorne | Stedelijk Sportstadion Toeschouwers: ???? Scheidsrechter: Karim Saadouni |

|                              |                                                         |       |               |                                                                              |
| 4 mei 2014 15:00 speeldag 34 | Racing Mechelen                                         | 3 - 0 | Géants Athois | Oscar Vankesbeeckstadion Toeschouwers: ???? Scheidsrechter: Jurgen Brinckman |
| 4 mei 2014 15:00 speeldag 34 | 41' Frédéric Farin 71' Bert Tuteleers 86' Mégan Laurent |       |               | Oscar Vankesbeeckstadion Toeschouwers: ???? Scheidsrechter: Jurgen Brinckman |

### Beker van België 2013-14
|                                  |                                           |       |                      |                                                                  |
| 11 augustus 2013 16.00u 3e ronde | Racing Mechelen                           | 2 - 2 | RJ Entente Binchoise | Oscar Vankesbeeckstadion Toeschouwers: ???? Scheidsrechter: ???? |
| 11 augustus 2013 16.00u 3e ronde | 15' Daan Vaesen 80' Kevin Spreutels (pen) |       | 2' ???? 40' Dinolfo  | Oscar Vankesbeeckstadion Toeschouwers: ???? Scheidsrechter: ???? |
| 11 augustus 2013 16.00u 3e ronde | Strafschoppen                             |       |                      | Oscar Vankesbeeckstadion Toeschouwers: ???? Scheidsrechter: ???? |
| 11 augustus 2013 16.00u 3e ronde | ????                                      | 4 - 1 | ???? ????            | Oscar Vankesbeeckstadion Toeschouwers: ???? Scheidsrechter: ???? |

|                                  |                                      |       |             |                                                                  |
| 18 augustus 2013 16.00u 4e ronde | Racing Mechelen                      | 2 - 0 | KSK Hasselt | Oscar Vankesbeeckstadion Toeschouwers: ???? Scheidsrechter: ???? |
| 18 augustus 2013 16.00u 4e ronde | 20' Seppe Brulmans 55' Megan Laurent |       |             | Oscar Vankesbeeckstadion Toeschouwers: ???? Scheidsrechter: ???? |

|                                  |                                            |       |                 |                                                                  |
| 25 augustus 2013 16.00u 5e ronde | Tempo Overijse                             | 2 - 0 | Racing Mechelen | Begijnhofstadion Toeschouwers: ???? Scheidsrechter: Marnic Claes |
| 25 augustus 2013 16.00u 5e ronde | 68' Wietse Vermeylen 55' Bjorn Vander Elst |       |                 | Begijnhofstadion Toeschouwers: ???? Scheidsrechter: Marnic Claes |

## Rangschikkingen

### Topschutters
| Nr.     | Nat.             | Naam            | Competitie | Beker | Totaal |
| ------- | ---------------- | --------------- | ---------- | ----- | ------ |
| 13      | Vlag van Marokko | Rachid Hmouda   | 13         | 0     | 13     |
| 11      | Vlag van België  | Megan Laurent   | 10         | 1     | 11     |
| 15      | Vlag van België  | Arne Naudts     | 10         | 0     | 10     |
| 6       | Vlag van België  | Daan Vaesen     | 6          | 1     | 7      |
| 16      | Vlag van België  | Seppe Brulmans  | 6          | 1     | 7      |
| 5       | Vlag van België  | Bert Tuteleers  | 6          | 0     | 6      |
| 9       | Vlag van België  | Dirk Mathyssen  | 6          | 0     | 6      |
| 20      | Vlag van Marokko | Mehdi Hadraoui  | 5          | 0     | 5      |
| 8       | Vlag van België  | Frédéric Farin  | 4          | 0     | 4      |
| 9       | Vlag van België  | Kevin Spreutels | 3          | 1     | 4      |
| 18      | Vlag van België  | Jessy Salut     | 2          | 0     | 2      |
| ??      | Vlag van België  | Thomas Weydisch | 2          | 0     | 2      |
| 8       | Vlag van Marokko | Achraf Essikal  | 1          | 0     | 1      |
| 12      | Vlag van België  | Jeffrey Salut   | 1          | 0     | 1      |
| 22      | Vlag van België  | Bram Kerkhofs   | 1          | 0     | 1      |
|         |                  | own-goal        | 0          | 0     | 0      |
| Totaal: | Totaal:          | Totaal:         | 76         | 4     | 80     |

## Statistieken

### Overzicht
| Speeldag  | 1  | 2  | 3 | 4 | 5  | 6  | 7  | 8  | 9  | 10 | 11 | 12 | 13 | 14 | 15 | 16 | 17 | 18 | 19 | 20 | 21 | 22 | 23 | 24 | 25 | 26 | 27 | 28 | 29 | 30 | 31 | 32 | 33 | 34 |
| --------- | -- | -- | - | - | -- | -- | -- | -- | -- | -- | -- | -- | -- | -- | -- | -- | -- | -- | -- | -- | -- | -- | -- | -- | -- | -- | -- | -- | -- | -- | -- | -- | -- | -- |
| Resultaat | g  | v  | w | w | w  | w  | v  | w  | g  | w  | w  | g  | w  | g  | w  | w  | v  | w  | w  | g  | w  | w  | w  | g  | w  | v  | w  | g  | w  | w  | w  | w  | g  | w  |
| Punten    | 1  | 1  | 4 | 7 | 10 | 13 | 13 | 16 | 17 | 20 | 23 | 24 | 27 | 28 | 31 | 34 | 34 | 37 | 40 | 41 | 44 | 47 | 50 | 51 | 54 | 54 | 57 | 58 | 61 | 64 | 67 | 70 | 71 | 74 |
| Positie   | 10 | 12 | 9 | 6 | 4  | 4  | 5  | 4  | 5  | 5  | 4  | 4  | 3  | 3  | 2  | 2  | 2  | 2  | 1  | 1  | 1  | 1  | 1  | 1  | 1  | 1  | 1  | 1  | 1  | 1  | 1  | 1  | 1  | 1  |

2009/10 · 2010/11 · 2011/12 · 2012/13 · 2013/14 · 2014/15